# Vilhelmina (Gemeinde)
Koordinaten: 64° 37′ N, 16° 39′ O

Vilhelmina ist eine Gemeinde (schwedisch kommun) in der schwedischen Provinz Västerbottens län und der historischen Provinz Lappland. Der Hauptort der Gemeinde ist Vilhelmina. Durch die Gemeinde führen die Reichsstraßen 45, 90 und die Regionalstraße 360.

## Geographie
Die Gemeinde erstreckt sich etwa 160 Kilometer entlang des Ångermanälven von der norwegischen Grenze nach Südosten und ist etwa halb so groß wie Thüringen. Ein Viertel der Gemeindefläche werden vom Hochgebirge eingenommen, in dem der Marsfjällen mit einer Höhe von 1589 Metern der höchste Berg ist. Zahlreiche langschmale Gebirgsseen bilden das Quellgebiet des Ångermanälven. Auch das dicht bewaldete Vorland ist von zahlreichen Seen und ausgedehnten Feuchtgebieten durchzogen.

## Wirtschaft
Forstwirtschaft und Rentierzucht im Nordwesten der Gemeinde sind die traditionellen Wirtschaftszweige. Fremdenverkehr hat in den letzten Jahrzehnten an Bedeutung gewonnen. Saxnäs ist ein wichtiges Fremdenverkehrszentrum.
Der Flughafen Vilhelmina liegt 5 km südöstlich des Ortes.

## Sehenswürdigkeiten
- Fatmomakke, 110 Kilometer nordwestlich von Vilhelmina, ist ein samisches Kirchendorf mit über 100 samischen Hütten.
- Stekenjokk, 140 Kilometer nordwestlich von Vilhelmina, ist ein ehemaliger Grubenort – die Grube, die im Hochgebirge lag, wurde 1988 geschlossen.
- Trappstegforsen, ein Wasserfall, der treppenähnlich über viele Stufen fällt (50 Kilometer nordwestlich von Vilhelmina)
- Marsfjällets Naturreservat

### Museen
- Heimatmuseum Vilhelmina: Zeigt die Geschichte des Ortes
- Lapp-Lisa Museum
- Motorradmuseum Dikanäs